# Disciotis
Disciotis — рід грибів родини Morchellaceae. Назва вперше опублікована 1885 року.

## Класифікація
До роду Disciotis відносять 4 види:
- Disciotis ferruginascens
- Disciotis maturescens
- Disciotis rufescens
- Disciotis venosa